# Basile Mvé Engone
Basile Mvé Engone SDB (Nkolmelène, Gabão, 30 de maio de 1941) é um religioso gabonês e arcebispo católico romano emérito de Libreville.
Depois de estudar teologia católica, Basile Mvé Engone foi ordenado sacerdote salesiano em 29 de junho de 1973.
Em 24 de abril de 1980, o Papa João Paulo II o nomeou Bispo Coadjutor de Oyem. O bispo de Oyem, François Ndong, o consagrou quatro meses depois; Os co-consagradores foram André Fernand Anguilé e Félicien-Patrice Makouaka. Após a renúncia de Ndong em 23 de agosto de 1982, Mvé Engone o sucedeu como Bispo de Oyem. 
Em 3 de abril de 1998, João Paulo II o nomeou Arcebispo de Libreville.
Em 27 de junho de 2007, o arcebispo Mvé Engone, juntamente com alguns outros bispos, participou de uma reunião no Palácio Apostólico sobre o Motu Proprio Summorum Pontificum sobre a celebração da Missa Tridentina.
De 4 de abril de 2016 a 13 de janeiro de 2018, administrou a Diocese de Franceville como Administrador Apostólico durante a vacância da Sede.
O Papa Francisco aceitou sua aposentadoria em 12 de março de 2020.